# Gillesnuole

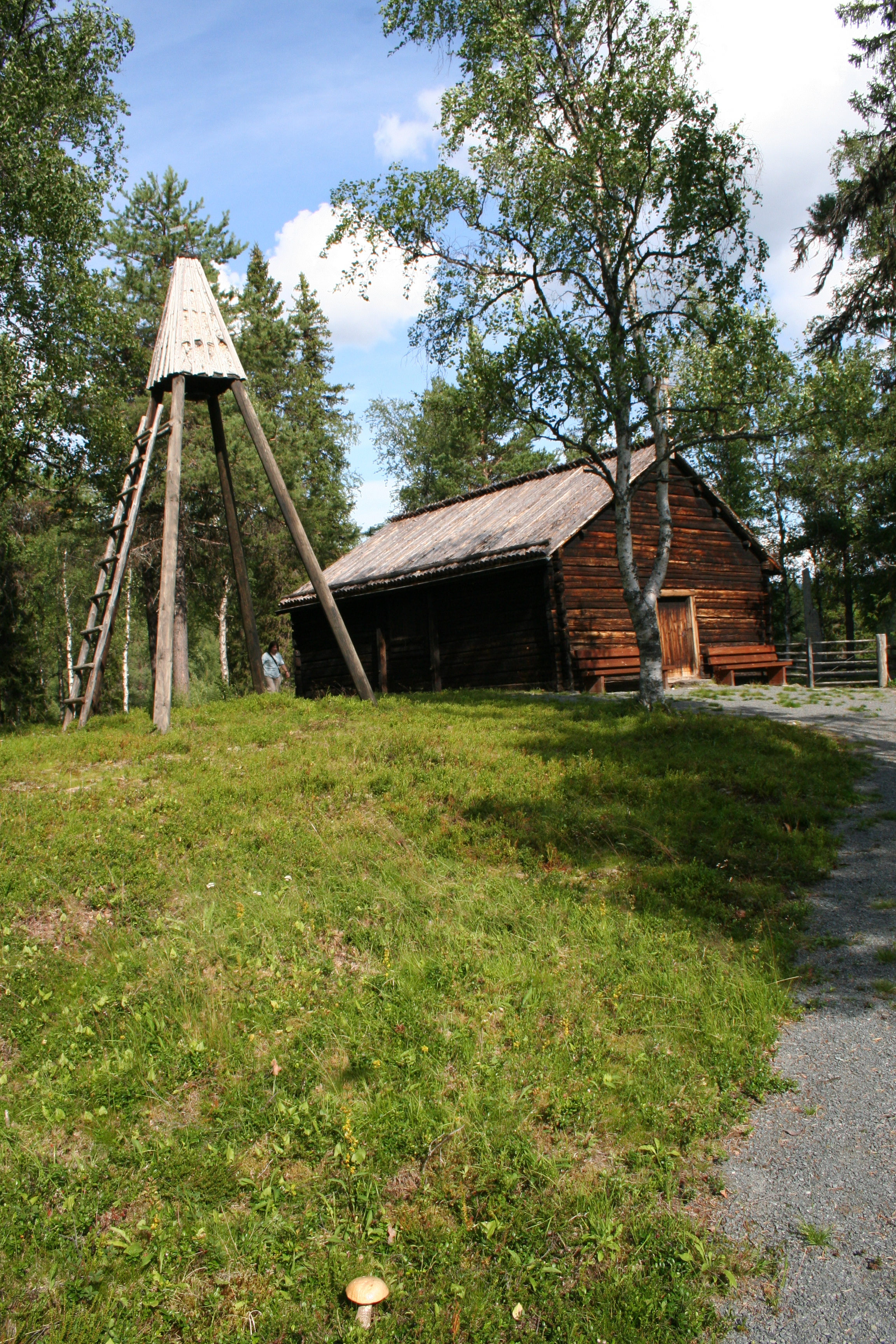
Gillesnuole

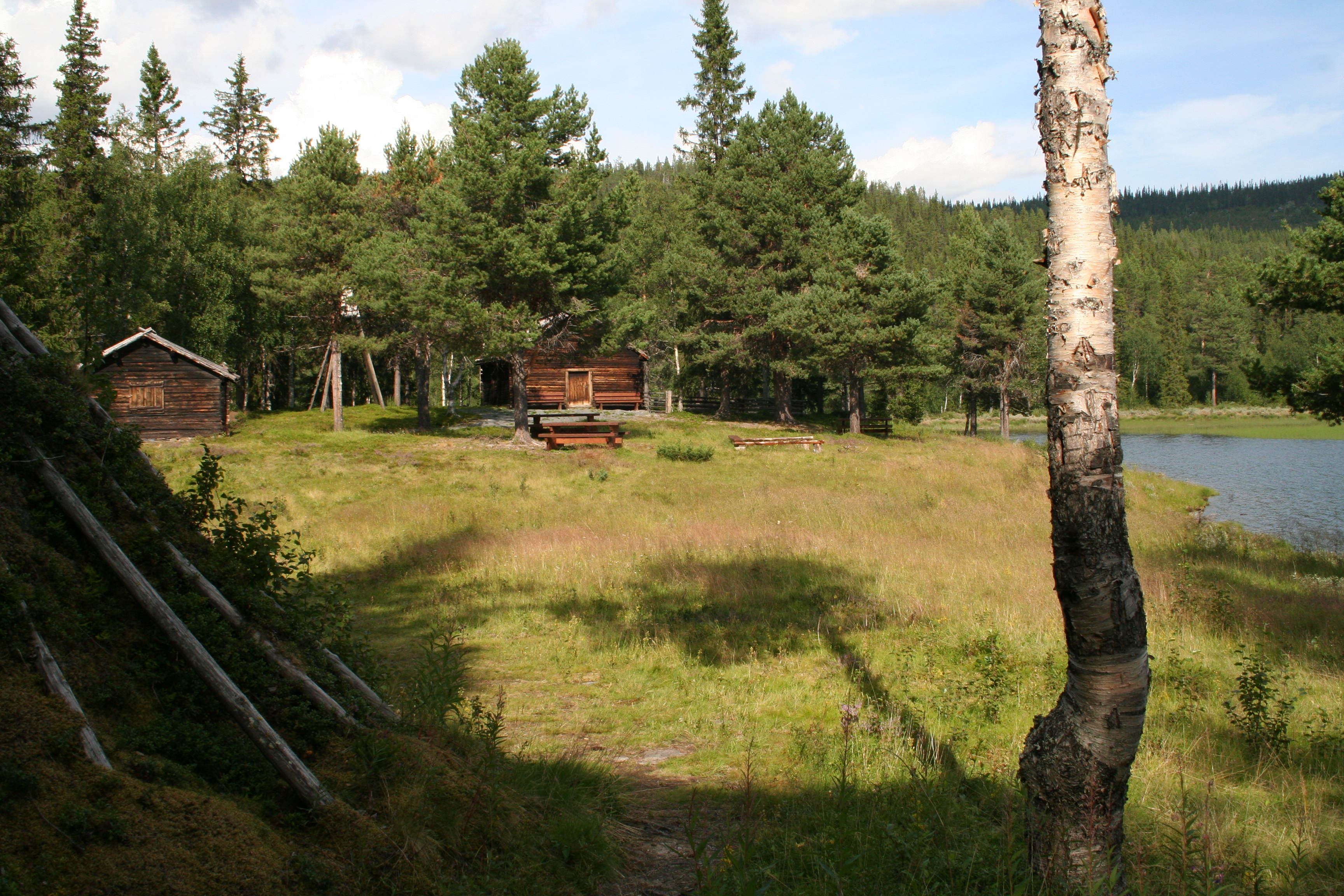
Gillesnuole

Gillesnuole ist der Name einer kleinen Kapelle mit separatem Glockenturm in der schwedischen Provinz Västerbottens län in der Gemeinde Sorsele zwischen den Orten Sorsele und Ammarnäs 60 km von Sorsele entfernt. Gottesdienst wird an drei Sommerwochenenden gefeiert, jeweils am letzten Sonntag im Juni, Juli und August.
Auf dem Kirchengelände befinden sich ein kleiner Friedhof, einige Koten, ein Gedenkstein und ein altes als Gemeindehaus genutztes Bauernhaus aus Hemfjäll.

## Geschichte
Erster Pfarrer in Gillesnuole ab dem Jahre 1674 war Henrik Lyckselius. Er gab um 1700 dem ersten Versammlungsort den Namen Illesnuöhle. In Gillesnuole hielt er zweimal pro Jahr einen Gottesdienst, zu dessen Teilnahme die Samen verpflichtet waren; vermutlich am Monatswechsel Juni/Juli und Anfang September.
Im Jahre 1740 oder 1750 wurde in „Allesnuole“ eine neue einfache Kapelle errichtet. Hier hielt man Gottesdienste Anfang Juli und am Monatswechsel August/September.
Nach 1792 erfolgte der Bau einer besseren Kapelle zusammen mit einem Pfarrhaus in Allesnuole (Gillesnuole), da der bisherige Bau eher einer Scheune oder Schuppen ähnelte und das Haus für den Pfarrer eher einem kleinen Stall glich. Das Geld für einen Kapellenneubau sollte von dem Sami über eine neue Steuer beschafft werden und die Gemeinde die Kosten für die Wohnung übernehmen. Im März 1796 wurden 10 Siedler verpflichtet, gegen eine Zahlung von 8 Schilling pro Tag die Kapelle und das Pfarrhaus zu bauen. 1796 waren 71 Reichstaler und 45 Schilling  für Arbeits- und Materialkosten angefallen. Das Dach fehlte noch; der Bau wurde erst 1798 durch 3 Siedler gegen eine Zahlung von 50 Reichstalern abgeschlossen.
Im gesamten 18. und weit bis ins 19. Jahrhundert hinein wurden Gottesdienste in Gillesnuole gefeiert.
Im Jahre 1853 beschloss man den Bau eines neuen Gebetshauses bei dem See Övre Gautsträsk am Fuße des Ammarfjället. Im Jahre 1858 wurde diese neue Kapelle in Ammarnäs dann gebaut und ab 1865 fanden dann keine Gottesdienste in Gillesnuole mehr statt.
Daraufhin wurde die Kapelle von Gillesnuole in einer Auktion versteigert. Der neue Besitzer riss die Kapelle ab und baute sie in Granåker wieder auf, wo sie zum Dreschen verwendet wurde.
Mitte der 1930er Jahre wurde die ehemalige Kapelle der Gemeinde geschenkt und an ihrem ursprünglichen Platz wieder aufgebaut. Ab 1937 fanden dann wieder Versammlungen statt.
Im Jahre 1940 wurde der Innenraum der Kapelle umgebaut und ein Glockenturm aufgestellt. Die Einrichtung erfolgte so stilecht wie möglich, wobei die alte Kapelle in Ammarnäs als Muster diente.
Die Kapelle in Gillesnuole wurde am 8. Juli 1940 wieder eingeweiht.